# Torsak Sa-ardeiem
Torsak Sa-ardeiem (tiếng Thái: ต่อศักดิ์ สะอาดเอี่ยม, sinh ngày 23 tháng 8 năm 1997),là một cầu thủ bóng đá người Thái Lan thi đấu ở vị trí trung vệ, Hậu vệ phải cho câu lạc bộ ở Thai League 2 Chiangmai.